# یوزپلنگ
یوزپلنگ یا یوز (نام علمی: Acinonyx jubatus)، جانوری مهره‌دار و پستاندار از راستهٔ گوشتخواران، خانوادهٔ گربه‌سانان است. این جانور در گذشته در بیشتر مناطق آفریقا و گستره وسیعی از آسیای مرکزی و شبه‌قاره هند یافت می‌شد، اما امروزه با کاهش شدید جمعیت روبرو شده است. از میان چهار زیرگونهٔ یوزپلنگ، یکی از زیرگونه‌ها که با نام «یوزپلنگ آسیایی» شناخته می‌شود، در خطر جدی انقراض است و تعداد کمی از آن در دشت‌های مرکزی ایران به بقا ادامه می‌دهند.
بدن یوزپلنگ در درازای چندین میلیون سال به گونه‌ای پیشرفت پیدا کرده است که این جانور بتواند به‌طور معمول توانایی حرکت با سرعتی برابر با ۱۱۰ کیلومتر در ساعت را داشته باشد و البته برای مدت کوتاه با سرعتی برابر با ۱۲۰ کیلومتر بر ساعت هم توانایی دویدن را دارد. سرعت یوزپلنگ در عرض ۲ ثانیه پس از شروع دویدن به ۷۵ کیلومتر در ساعت می‌رسد که از شتاب بسیاری از خودروهای مسابقه‌ای نیز بیشتر است. البته میانگین سرعت حرکتی یوزپلنگ برابر با ۶۴ کیلومتر بر ساعت است. اندام باریک، پاهای لاغر و بلند، قفسه سینهای کم پهنا ولی عمیق و جمجمه‌ای کوچک، ظریف و گرد، یوز را به سریع‌ترین مهره‌دار روی خشکی تبدیل کرده است.
این جانور به آسانی از دیگر گربه‌سانان تشخیص‌پذیر است و آن را نه تنها از روی خال‌های روی بدن می‌توان متمایز کرد، که بدن باریک و کشیده، سر کوچک، چشم‌های بالا قرار گرفته و گوش‌های کوچک و تا حدودی پهن شمایلی یکتا به او می‌دهند. طعمهٔ معمول یوزپلنگ‌ها آهوها (به ویژه آهوی تامسون)، ایمپالا و دیگر پستانداران سم‌دار حداکثر تا ۴۰ کیلوگرم وزن هستند. یک نر بالغ تنها هر چند روز یک بار شکار می‌کند اما ماده‌های دارای توله تقریباً هر روز به شکار می‌پردازند. در حالی که سایر گربه‌سانان شکارچیان شب هستند، یوزها عمدتاً روزها فعال بوده و اغلب در اوایل بامداد و غروب آفتاب به سراغ طعمه‌های خود می‌روند.

## واژه‌شناسی
واژهٔ یوزپلنگ از ترکیب دو واژهٔ «یوز» و «پلنگ» تشکیل شده است. یوز بُن مضارعِ مصدر «یوزیدن» به معنای «جَستن، جهیدن و طلب کردن» بوده و ازاین‌رو یوزپلنگ به معنای پلنگی است که به دنبال شکار خود گشته و آن را با جستن و دنبال‌کردن می‌گیرد. در فارسی میانه هم نام این جاندار «یوز» (با واو مجهول) بوده است.
نام یوزپلنگ در زبان انگلیسی چیتا (Cheetah) است. این واژه برگرفته از واژهٔ سانسکریت چیتراکایاه (चित्रकायः) به معنای «دارای بدن رنگارنگ» است و از طریق واژهٔ هندیِ چیتا (चीता) وارد انگلیسی شده است. نام سرده‌ای که یوز تنها عضو آن است نیز Acynonix است و تشکیل‌یافته از دو بخش برآمده از واژگان «ثابت» و «پنجه» در زبان یونانی. این نام اشاره به ویژگی یکتای جمع‌نشدنی پنجه‌ها در این جانور دارد؛ ویژگی‌ای که در هیچ گربه‌سان دیگری دیده نمی‌شود.

## پیدایش و پراکنش
زیرخانواده گربه‌ایان کوچک در میوسن پسین – نزدیک به ۹ میلیون سال پیش – پا بر روی زمین گذاشت و نسب‌های گوناگون از آن در دوره به نسبت کوتاهی میان ۱۰٫۸ تا ۶٫۲ میلیون سال پیش شکل گرفتند. روش‌های بررسی ژنتیکی نشان می‌دهند که قدیمی‌ترین نیای گربه‌ایان امروزی در ۱۰٫۸ میلیون سال پیش در آسیا زندگی می‌کرد. نسب‌های گوناگون در زمان‌های مختلفی از این نسب اصلی جدا شدند و جدایی نسب یوز در نزدیکی ۷٫۲ میلیون سال پیش پدید آمد. نسب یوز به عنوان نسبی از گربه‌های بزرگ‌جثه، لاغر و دارای پاهای درازی شناخته می‌شود که امروزه از آن تنها یوز (Acinonyx jubatus) باقی مانده است. این نسب در دوره پلیوسن پسین–پلیستوسن در بیشتر اوراسیا پراکنده بود و سنگواره‌هایی از یوزمانندها و گربه‌های یوزنما مربوط به این دوره در آفریقا، اوراسیا و آمریکای شمالی یافت شده‌اند.
امروزه باور بر این است که نزدیک‌ترین گونه‌ها به یوز، شیر کوهی و جگواروندی هستند. این‌ها همه عضو طایفه Acinonychini به‌شمار می‌روند که بر پایهٔ بررسی‌های مولکولی، در ۶٫۹ میلیون سال پیش از دیگر گربه‌ها جدا شدند.

### زیرگونه‌ها
گونه یوز دارای دو زیرگونه اصلی است: زیرگونهٔ آسیایی و زیرگونهٔ آفریقایی. هر چند در این مورد اختلاف نظر وجود دارد و برخی متخصصان تعداد بیشتری زیرگونه را در نظر می‌گیرند؛ از جمله زیرگونهٔ شمال‌غربی آفریقا (با نام علمی Acinonyx jubatus hecki) که یکی از چندین زیرگونهٔ مشتق‌شده از زیرگونهٔ آفریقایی است. شاه‌یوز نیز شکلی از یوز آفریقایی است با خال‌های درشت و پیوسته بر روی پوست که نه زیرگونه‌ای جدا، بلکه ریختی از این جاندار به‌شمار می‌رود. عامل پدید آمدن چنین رنگ‌آمیزی در پوست شاه‌یوز یک چیرگی است که اغلب در یوزهای جنوب آفریقا پدید می‌آید.
کراوسمان و مورالس زیرگونه‌های یوز را ۵ عدد و به صورت زیر برمی‌شمارند:
اکنون چهار زیرگونه مورد پذیرش است:
- A. j. jubatus در جنوب آفریقا دربردارندهٔ زیرگونه‌های توصیف‌شده A. j. raineyi و A. j. velox)[۱۱]
- A. j. hecki در شمال غربی آفریقا
- A. j. soemmerringi در شمال شرقی آفریقا (زیرگونه A. j. fearsoni در شرق آفریقا به عنوان یک زیرگونه پذیرفته نشده است)[۱۲]
- A. j. venaticus در شمال آفریقا تا شبه‌قارهٔ هند (امروزه تنها در ایران) در بین دو زیرگونهٔ اصلی، زیرگونهٔ آفریقایی که در بسیاری از بخش‌های این قاره پراکندگی دارد وضعیت نسبتاً بهتری را دارد. به نظر می‌رسد که در حدود ۵ تا ۱۵ هزار یوز هنوز در آفریقا باقی‌مانده‌اند. اما زیرگونهٔ آسیایی آن که به یوزپلنگ ایرانی یا یوزپلنگ آسیایی مشهور است و روزگاری در بخش‌های وسیعی از خاورمیانه و هند پراکندگی داشت، اکنون تنها محدود به چند ده قلاده در نواحی شرقی ایران شده است.[۱۳]

## مشخصات ظاهری
یوزپلنگ از خانواده گربه‌سانان به‌شمار می‌آید، اما به دلیل داشتن دست و پایی بلند، بدنی کشیده و باریک و سینه‌ای فراخ تا حدود زیادی به سگ‌های تازی شبیه است. در میان گربه‌سانان، یوز با داشتن ارتفاع شانه‌ای برابر با ۸۳–۷۶ سانتی‌متر و وزنی میان ۷۲–۴۰ کیلوگرم از جمله گربه‌سانان کوچک‌جثه به‌شمار می‌رود. اندازهٔ طول بدن به ۱٫۱ تا ۱.۵ متر می‌رسد و طول دم نیز میان ۸۴–۶۶ سانتی‌متر ماده‌های این جانور اندکی کوچک‌تر و لاغرتر از نرها هستند.
سر این جانوران به نسبت کوچک است و سینوس‌های بزرگ و گذرگاه‌های هوایی بینی بیشتر حجم جمجمه را می‌پوشانند. چنین چیزی باعث شده است که یوز فک و دندان‌های کوچکتری داشته باشد، اما میزان بسیاری بالایی هوا به درون بدن بکشد. میزان بالای هوای ورودی به آن در رسیدن به سرعت‌های بالا و افزایش سوخت و ساز بدن کمک می‌کند. قلب بزرگ و ششهای حجیم نیز به نوبه خود امکان رساندن اکسیژن ورودی به بخش‌های گوناگون بدن را فراهم می‌کنند.
یوز تنها گربه‌سانی است که دور پنجه‌هایش شیار پوستی‌ای که همچون نیام پنجه عمل کند ندارد. ناخن این جانور همواره برهنه هستند و این در ردپای جانور نیز آشکار می‌شود. با ناخن‌هایی همواره رو به بیرون، پنجه این گربه‌سان بیشتر همانند پنجه سگ می‌ماند تا گربه. چنین ناخن‌هایی در هنگام سرعت گرفتن همان اثری را برای یوز ایفا می‌کنند که خارهای کفش دوندگان دوی سرعت در هنگام آغاز مسابقه.

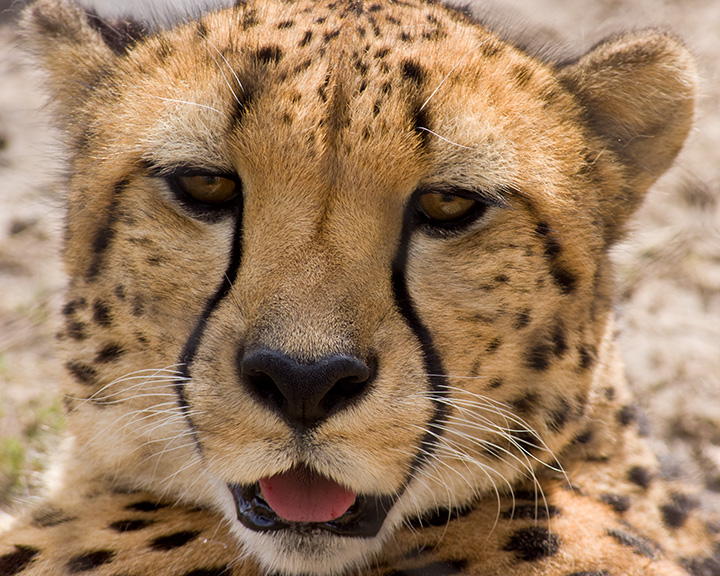
در زیر چشمان یوزپلنگ خط‌های سیاهی وجود دارند که به «خط اشک» معروفند. گمان می‌رود که این خط‌ها جلوی تابش خورشید به چشم جانور در هنگام شکار را می‌گیرند.

رنگ بدن یوز نخودی تا خاکستری متمایل به زرد است و خال‌های ریز و درشتی آن را پوشانده است. دور دهان، چانه و گلو به رنگ سفید هستند و زیر شکم و بخش درونی دست و پاها نیز به رنگ روشن است. خال‌های روی بدن گرد و سیاه‌رنگ هستند ولی الگوی ویژه‌ای ندارند. نوار سیاه رنگی از گوشه چشم تا دهان امتداد می‌یابد که به «خط اشک» معروف است. این خط با جذب نور خورشید از انعکاس نور جلوگیری می‌کند و با کم کردن زنندگی نور خورشید، درست مانند عینک آفتابی، از چشمان یوزپلنگ محافظت می‌کند. پشت گوش‌ها سیاه‌رنگ و در پایهٔ خود و گوشه‌ها نخودی می‌شود. دم نیز بر روی خود خال‌هایی دارد که در انتها به حلقه‌هایی کم‌وبیش ناکامل می‌رسند. تعداد خال‌های روی بدن هر یوزپلنگ آفریقایی به بیش از سه هزار عدد می‌رسد ولی به دلیل بزرگ‌تر بودن خال‌های یوزپلنگ آسیایی (ایرانی)، تعداد آن کمتر است. رنگ بدن آسیایی‌ها همچنین زرد مایل به قهوه‌ای کمرنگ است در حالی که یوزهای جنوب صحرای آفریقا زرد نخودی هستند.
بچه یوزها در هنگام به دنیا آمدن دارای پشت، گردن و سری پوشیده از مویی بلند و پشم‌وار به رنگ خاکستری متمایل به آبی هستند. زیر این پشم، پوست بدن خاکستری دودی تا سیاه است. در ده هفته پس از تولد، پشم کنار رفته و تنها یالی ناچیز از جنس مو در پشت گردن باقی می‌ماند. این یال در یوزهای بالغ در عمل ناپدید می‌شود. در سومین ماه زندگی، رنگ پوست بدن به رنگ طبیعی یوزها می‌رسد. یوزپلنگ ایرانی دارای یالی ضخیم‌تر از همگونهٔ خود در آفریقا است؛ این یال ضخیم به منظور گرم نگهداشتن آن در سرمای شدید زمستان استپهای مرتفع مرکز ایران است.
یوزپلنگ و پلنگ هر دو دارای طول بدنی برابر با هم هستند. اگرچه بسیاری از مردم یوز را با پلنگ اشتباه می‌گیرند، اما تفاوت بارز این دو گونه در شکل خال‌هایشان است. در یوز خال‌ها توپر و گرد است، در حالی که خال‌های پلنگ درشت و توخالی و گل مانند است. خط اشک از مشخصات بارز یوز به‌شمار می‌آید و پلنگ این خط را ندارد. فرق دیگر یوزپلنگ با پلنگ این است که یوزپلنگ – برخلاف پلنگ – در پشت گردن یال دارد. از جمله دیگر تفاوت‌های دو گونه می‌توان به لاغرتر بودن یوز نسبت به پلنگ و داشتن سر کوچک‌تر اشاره کرد.
بدن یوزپلنگ به شکل ویژه‌ای مناسب سرعت‌های بالا است. بیشترین سرعت ثبت‌شده برای این جانور به ۱۱۲ کیلومتر بر ساعت می‌رسد؛ سرعتی که آن را در بالای سریع‌ترین جانداران روی زمین قرار داده است. یوزها می‌توانند سرعت خود را از حالت ایستاده در کمتر از ۳ ثانیه به بیش از ۱۰۰ کیلومتر بر ساعت برسانند. به دلیل داشتن ستون فقراتی انعطاف‌پذیر و پاهای بلند و روان، او همچنین می‌تواند پرش‌هایی به طول ۷٬۵ متر انجام دهد. به بیانی، تک تک بخش‌های بدن یوز در ایجاد چنین سرعتی دخالت دارند. پاهای عقبی بلند و نازک هستند و چگونگی اتصال ماهیچه به استخوان در آن‌ها به جانور کمک می‌کند تا به سرعت نیروی شدیدی به عقب وارد آورد. ستون فقرات ماهیچه‌های بسیار نیرومند دارد و همچون فنر فوق‌العاده انعطاف‌پذیری عمل می‌کند که امکان پرش‌های بلند را به جانور می‌دهد. پاهای جلویی (دست‌ها) به شانه متصلند و به جای استخوان ترقوه، ماهیچه آن‌ها را به شانه وصل کرده است. چنین چیزی انعطاف بسیاری به یوز داده است. از آنجا که پنجه‌ها به صورت کامل درون بدن فرونرفته‌اند، در هنگام سرعت گرفتن به درون خاک می‌روند و توانایی بیشتری به جانور در کنترل مسیر خود می‌دهند. همچنین، دم عامل مهمی در تغییر جهت ناگهانی یوز در هنگامی است که شکار به سرعت مسیرش را عوض می‌کند؛ حالت فنری دم و اتصال آن به ستون فقرات از آن نقشی همچون سکان ساخته است.

## رفتار

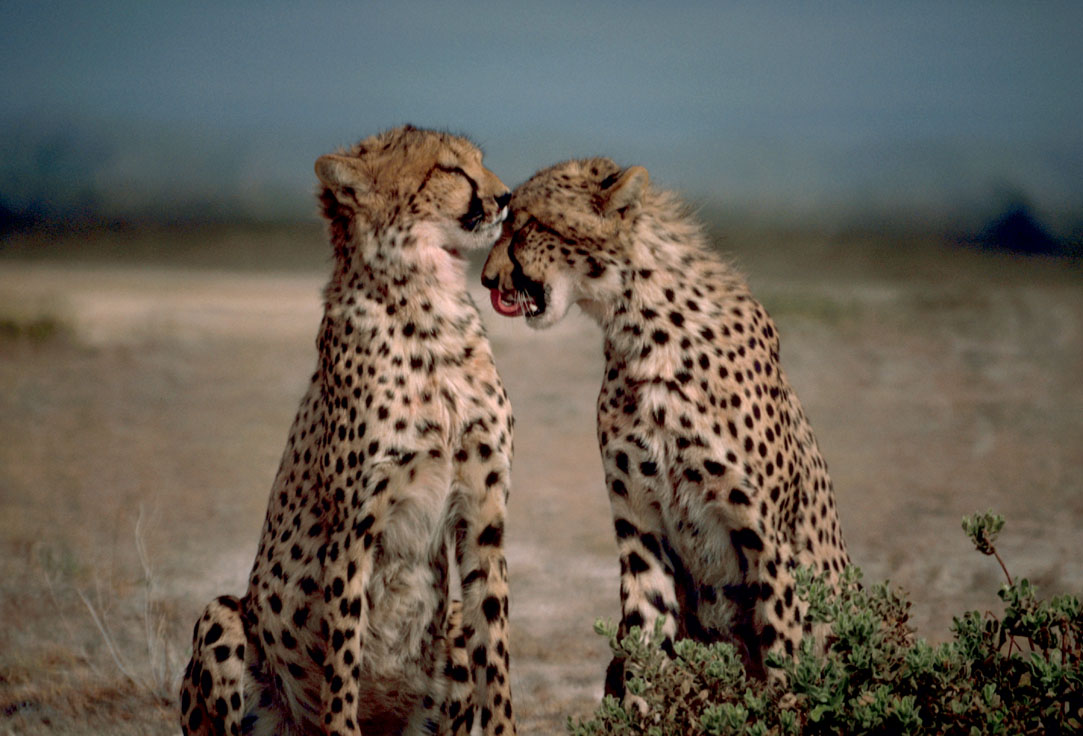
دو یوز در کنار هم

یوزها برای زندگی اغلب مناطق خشک و باز همچون استپها و علفزارها را انتخاب می‌کنند. در چنین محیط‌هایی است که یوز می‌تواند با سرعت در پی طعمه‌هایش بدود؛ برخلاف جنگل که وجود درختان انبوه نه تنها مانع از حرکت سریع جانور می‌شود که در شب‌ها با انداختن سایه جلوی دید بهترش را می‌گیرد. برخلاف شیرها، آن‌ها در طول روز فعالند و بیشتر وقت شب را به خواب و استراحت می‌گذرانند. در طول روزهای طولانی و گرم در آفریقا، یوزها به سایه درختان یا بالای آن‌ها پناه می‌برند.
یوزها به سه حالت در طبیعت دیده می‌شوند: تنها، گروه خانوادگی و نرهای سرگردان. گروه خانوادگی متشکل از مادر به همراه توله‌هایش است. نرهای سرگردان معمولاً برادر بوده و اغلب یک ائتلاف دو یا سه نفره را تشکیل می‌دهند؛ به ندرت اتفاق می‌افتد که یک نر تنها زندگی کند. این ائتلاف در کنار هم قرار داشته، با هم به شکار رفته و معمولاً محدودهٔ زندگی آن‌ها با قلمرو چند ماده هم پوشانی دارد. حرکات گروه و مقصدشان اغلب وابسته به رفت‌وآمد طعمه‌ها بستگی دارد. گستره‌ای که یک ائتلاف برای پیدا کردن طعمه زیر و رو می‌کند می‌تواند به بیش از ۱۰۰ کیلومتر مربع برسد. آن‌ها آنچنان قلمروخواه نیستند و درگیری با یوزهای غریبه بر سر تملک یک قلمرو در آن‌ها کمتر اتفاق می‌افتد. رفتارهای قلمروخواهانه همچون نشان‌گذاری محل توسط پاشیدن ادرار در این جانوران بسیار کمتر و نامتکامل‌تر از پلنگ‌ها و شیرها است.
روش تشکیل ائتلاف در میان نرها اغلب به این صورت است که برادران برآمده از یک مادر پس از آنکه از مادرشان جدا می‌شوند در کنار هم می‌مانند، اگرچه نرهای ناهمخون نیز ممکن است با هم ائتلاف تشکیل دهند. آن‌ها در این هنگام به ندرت از هم دور می‌شوند و بیش از ۵۰ درصد طول روز را در فاصلهٔ کمتر از ۱ متری از هم به سر می‌برند. در این هنگام، اعضای ائتلاف وقت زیادی را برای ارتباط با همدیگر اختصاص می‌دهند و به اقدام به لیس زدن همدیگر و دور کردن خاشاک و کک از بدن هم می‌کنند. یوزی که با پنجه‌هایش کک را شکار می‌کند، آن را می‌خورد. اغلب لیسیده شدن‌ها همراه با صدایی خرخرمانند به نشانهٔ رضایت از سوی یوز دیگر است.
دلیل‌های گوناگونی برای چرایی تشکیل ائتلاف میان یوزهای نر مطرح شده است. اگرچه تعداد بیشتر اعضای هر دسته و گروه می‌تواند شانس آن گروه برای پیروزی بر گروه‌های دیگر را بالا برد، اما دربارهٔ یوزها تعداد بسیار اندکی مشاهدهٔ جنگ میان این جانوران گزارش شده است. در میان اعضای یک ائتلاف، جنگی بر سر قدرت سر نمی‌گیرد چرا که هیچ یوز مسلطی وجود ندارد. از سوی دیگر، پیوندهای ائتلافی میان یوزها اغلب طولانی‌مدت هستند و این به همراه نبود یوز غالب در ائتلاف، دو تفاوت بنیادین چنین گروه‌هایی در میان یوزها و نخستی‌سانان را تشکیل می‌دهد.

### تولید صدا

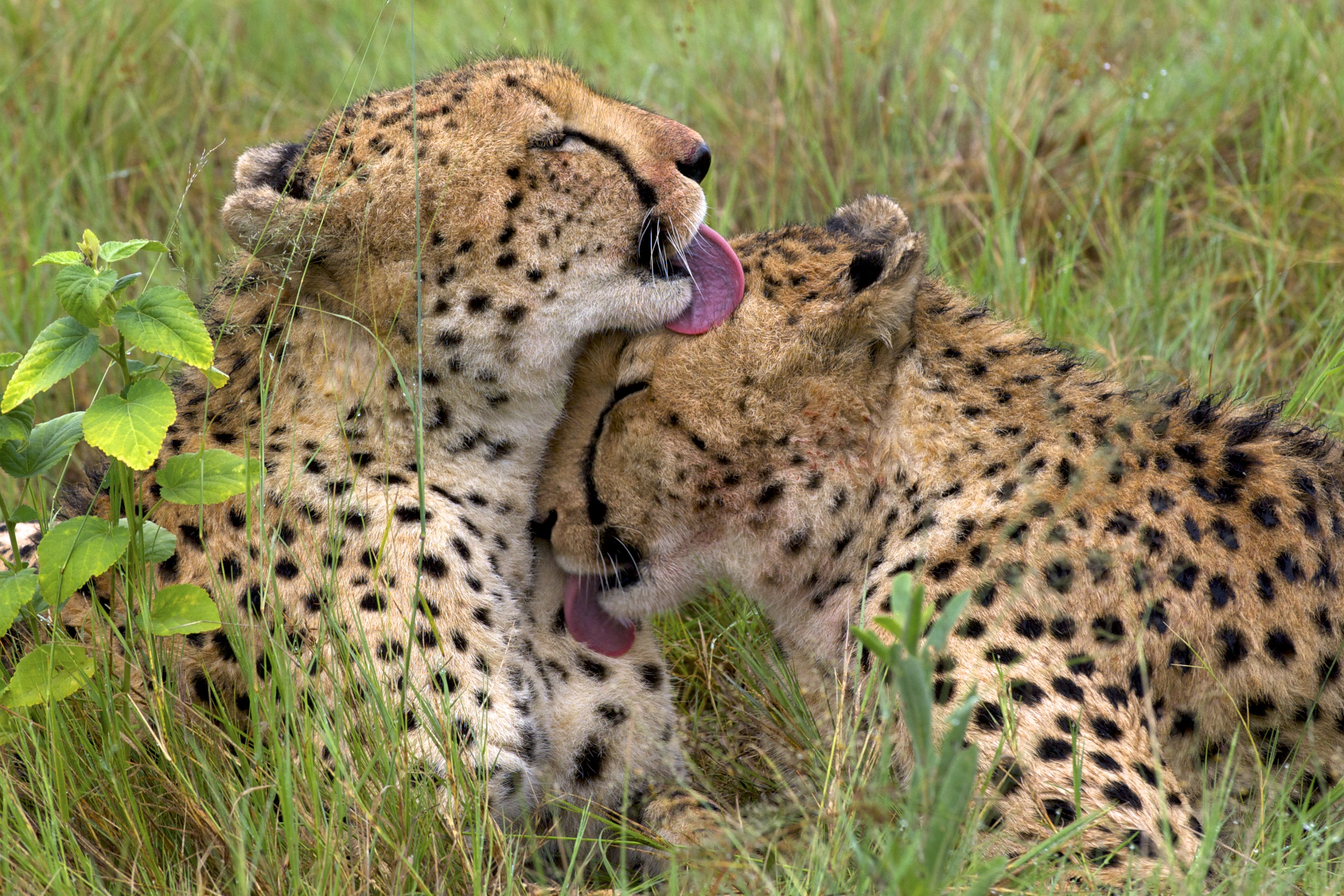
دو یوزپلنگ جوان برادر در حال تمیز کردن یکدیگر پس از خوردن غذایشان، اوکاوانگو دلتا، بوتسوانا. این تصویر نشان‌دهنده برادری، محبت برادرانه، همکاری و کمک متقابل است.

یوزهای نر و ماده برای هدف‌های گوناگون اقدام به تولید انواع مختلفی از صداها می‌کنند. یوزهای مادر برای صدا زدن فرزندانشان آوایی «پرررر–پرررر» مانند تولید می‌کنند. فرزندان نیز در برابر هنگامی که به مادر می‌رسند صداهای کوتاه «پیپسسس–پیپسسس» از خود درمی‌آورند. مادر از صدای ویژهٔ خود به منظور در کنترل نگه داشتن فرزندان و جلوگیری از دور شدن بسیار آن‌ها از خود بهره می‌گیرد. پس از خوردن شکار و در هنگام لیس زدن یکدیگر نیز یوزها صدایی پرررر مانند از خود درمی‌آورند. این صدا درست مانند صدای گربهٔ خانگی در هنگام نوازش است، اما با شدتی بالاتر که تا ۶ متر دورتر شنیده می‌شود. تولید صدای پرررر روشی برای نشان دادن دوستی و برادری میان این جانوران است.
اعضای یک ائتلاف همواره مراقب همدیگر هستند و در صورتی که یکی از آن‌ها گم شود با صدا زدن او تلاش می‌کنند پیدایش کنند. آن‌ها تا لحظه‌ای که یارشان پیدا نشده دست از تولید صدا برنمی‌دارند. این صدا زیر و کوتاه است و در دفعات طولانی در دقیقه تکرار می‌شود.
یوزپلنگ برخلاف همه دیگر گربه‌سانان بزرگ توانایی نعره کشیدن ندارد. در صورتی که احساس خطر کند یا جانوری بخواهد طعمه‌اش را از او برباید، صدای غرغرمانندی از خود درمی‌آورد و پاهای خود را به زمین می‌کوبد. دیگر روش ترساندن مهاجم نیز شق کردن موهای روی شانه‌اش است که باعث می‌شود بزرگتر به نظر آید.

### شکار

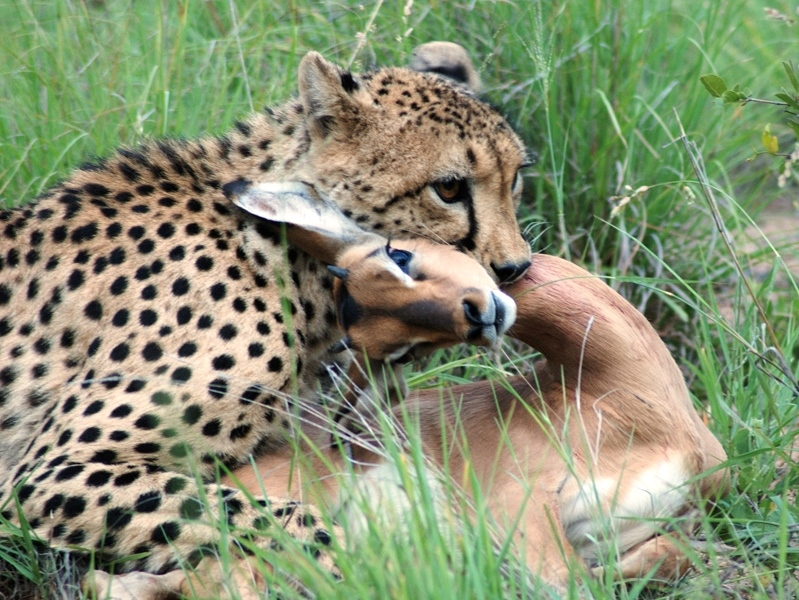
یوز با خفه‌کردن شکار از راه گرفتن گلویش آن را می‌کشد. در پرونده: یوزی در حال شکار ایمپالا

یوزها روش شکار کردن را از مادرانشان فرا می‌گیرند. آن‌ها از آغاز ۴ ماهگی گاه در کنار مادر خود به شکار می‌روند و هرچه سنشان بالاتر می‌رود این همراهی بیشتر می‌شود. اگرچه وجود بچه‌ها و بازیگوشیشان گاه باعث ایجاد مزاحمت برای مادر می‌شود، اما بودن فرزندان در هنگام شکار فرصت مناسبی به آن‌ها برای یادگیری فن گرفتن طعمه می‌دهد. گاه مادر با به دام انداختن بچه آهوان، آن‌ها را در اختیار فرزندانش می‌گذارد تا با بازی کردن با بچه آهوان و تلاش برای گرفتنش توانایی‌های شکاری خود را بالا برند.
یوزها در هنگام شکار به آهستگی به طعمهٔ خود نزدیک می‌شوند و آن را تعقیب می‌کنند. این مرحله زمان‌بر است و می‌تواند تا نیم ساعت نیز طول بکشد. در یوزهای بالغ، بیش از ۵۰ درصد زمان شکار صرف آهسته راه رفتن و خزیدن به همراه تعقیب می‌شود. پس از آن‌که یوز به اندازه کافی به طعمه خود نزدیک شد، جانور با سرعت زیادی به سوی طعمه می‌دود و تلاش می‌کند که آن را نقش بر زمین کند. بسته به وزن طعمه، یوز راهکارهای گوناگونی برای به خاک نشاندنش به کار می‌گیرد. برای طعمه‌های کوچک‌جثه وارد کردن ضربه با پنجهٔ جلو و مختل کردن تعادل طعمه در هنگام فرار کافی است، اما طعمه‌های بزرگ‌تری همچون آهوان بالغ نیاز به حمله از پشت، وارد کردن ضربه به ران و پریدن بر پشت آن دارد. در هر دو صورت، یوز پس از به زمین افتادن طعمه گردن آن را به دندان می‌گیرد تا شکار از خفگی جان سپارد. برخلاف شیر، که دارای پنجه‌هایی قوی برای ضربه کشنده زدن به شکار است، یوزها آنچنان از پنجه‌هایشان برای گرفتن شکار بهره نمی‌برند و تنها آن را خفه می‌کنند. تفاوت دیگر شکار یوز با دیگر گربه‌سانان نیز در قدرت وارده به گردن است؛ در شیرها، ضربهٔ وارده توسط فک به گردن باعث شکستن ستون فقرات گردن می‌شود، حال آنکه دندان‌های یوز توانایی شکست استخوان را ندارند و تنها راه نای را می‌بندند.
این گربه‌سان علاقه‌ای به خوردن مردار ندارد و غذای خود را شکار کرده و تازه می‌خورد. سر و صورت آن‌ها پس از خوردن غذا آلوده به خون طعمه می‌شود، از این رو یوزهای کنار هم دست به لیسیدن همدیگر می‌زنند تا بدن به کلی پاک شود. اگرچه یوز درگرفتن طعمه‌هایش بهتر از دیگر گربه‌سانان عمل می‌کند و در هر دو تلاش، یکی نتیجه می‌دهد، از آنجا که برای به دنبال رفتن شکارش انرژی بسیار زیادی تلف می‌کند، در صورتی که تشخیص دهد تعقیب بی‌فایده است آن را متوقف می‌کند. پس از شکار، یوز آن را به منطقه‌ای علفزارمانند می‌کشاند تا از دید مهاجمان پنهان کند. در این هنگام جانور همچون سگ لَه لَه می‌زند تا نفس خود را بازیابد. پس از ۲۰ تا ۳۰ دقیقه، اقدام به خوردن شکار می‌کند و بخش‌های بزرگی از گوشت را یکجا می‌بلعد. عجله یوز در این کار و هشیاری مداومش در هنگام خوردن غذا به دلیل ترسش از آمدن درندگانی چون شیر و کفتار است.
بیشتر طعمه‌های یوز را آهوان تامسون بالغ و جوان تشکیل می‌دهند. پس از آن‌ها، گوساله‌های گاوهای وحشی، گورخران کم سن و سال و دیگر انواع آهوان از جمله طعمه‌های یوزهای ساکن آفریقا هستند.
در ایران، یوزها از انواع سم‌داران کوهزی تغذیه می‌کنند. قوچ و میش عمده‌ترین شکار یوزپلنگ ایرانی را تشکیل می‌دهند و کل، بز، جبیر و آهوی ایرانی نیز در رتبه‌های بعدی قرار دارند. این جانوران گاه اقدام به گرفتن خرگوش نیز می‌کنند، اگرچه خرگوش انرژی آن‌چنانی در اختیارشان نمی‌گذارد. بررسی‌ها نشان داده‌اند که یوزهای ایرانی قوچ‌ها، کل‌ها و آهوان نر (معمولاً مسن‌تر) را بیشتر ترجیح می‌دهند چرا که نسبت به جوان‌ترها تحرک کمتری دارند و وزنشان نیز بیشتر است.

## زادآوری

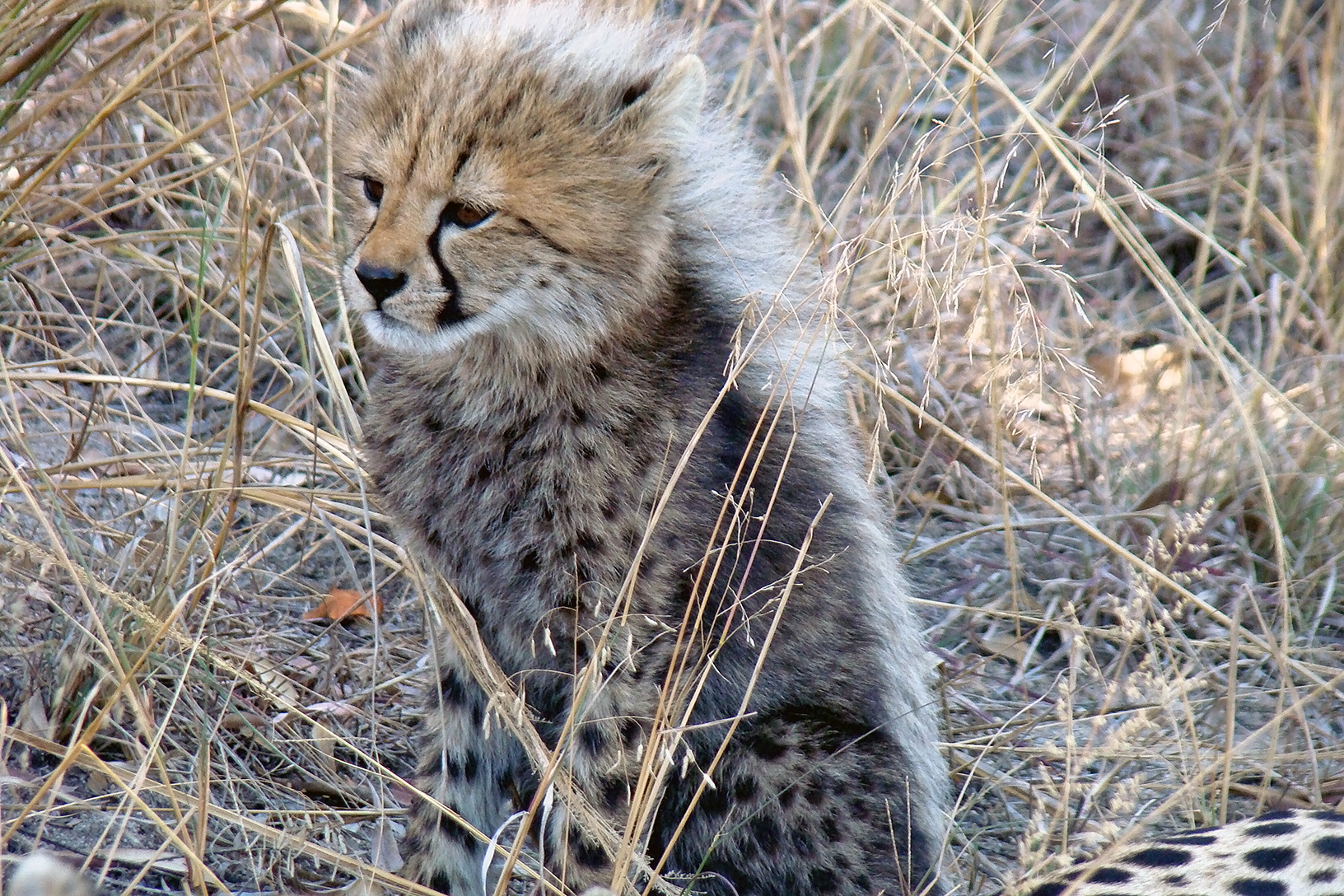
توله یوز در آفریقای جنوبی

یوزها بیشترین میزان مرگ و میر توله‌ها را در میان دیگر گربه‌سانان دارند. تخمینی توسط لورنسون حکایت از مرگ ۹۶–۹۴ درصد توله‌ها پیش از رسیدن به استقلال دارد. چنین نرخ بالای مرگ و میری از دیدگاه فرگشتی باعث می‌شود که سن باروری جانور در طول زمان رو به سوی کمتر شدن برود تا شانس بیشتری برای ادامه بقای گونه پدید آید. در حقیقت، یوزها به نسبت دیگر گربه‌سانان هم‌جثهٔ خود در سن‌های پایین‌تری بالغ می‌شوند.
یوزهای ماده در همه طول سال بچه می‌زایند اما بیشتر در فصل‌های بارانی سال باردار می‌شوند تا فصل‌های خشک. دلیل آن هم می‌تواند این باشد که تعداد فرزندان طعمه‌ها از جمله آهوی تامپسون در این هنگام به شدت بیشتر می‌شود. این آهوان جوان طعمه‌های مورد علاقه یوز هستند و گرفتنشان ساده است. هفت تا چهارده روز پیش از آنکه یوز ماده آمادهٔ جفت‌گیری شود ادرارش بوی ویژه‌ای به خود می‌گیرد که به نرها این پیام را می‌رساند که ماده به زودی آمادهٔ پذیرش نر است. دورهٔ زمان موسوم به فحلی در یوزها ۱ هفته طول می‌کشد. اگر در این هنگام ماده باردار نشد، ۱۰ روز دیگر دوباره وارد دورهٔ فحلی می‌شود؛ در غیر این صورت، توله‌هایش را ۳ ماه دیگر به دنیا می‌آورد. تعداد بچه‌های به دنیا آمده میان ۴ تا ۶ توله در هر زایمان است اما میانگین تعداد توله‌ها در پانزدهمین روز تولد ۳٫۷–۳٫۵ است. پیش از زایمان، یوز ماده یک ناحیه یا کنام مناسب را که معمولاً علفزار بلندی در یک ناحیهٔ مرطوب است، انتخاب کرده و توله‌های ۲۵۰ تا ۳۰۰ گرمی خود را در آن‌جا می‌زاید.
یوزهای ماده آزاد و ساکن حیات وحش بسیار بیشتر پذیرای بارداری هستند تا آن‌هایی که در اسارت نگه داشته می‌شوند. در یک بررسی، ۹۵ درصد ماده‌های جمعیت بررسی‌شده در حیات وحش در طی یک سال باردار بودند یا این‌که از بچه‌هایشان مراقبت می‌کردند؛ این عدد در تقابل بسیار با ۱۵٫۷ درصد از ماده‌های در اسارت بود که در کل زندگی اسارتشان باردار شده بودند. در حالت طبیعی، یوزهای ماده‌ای که فرزندان خود را از دست داده باشند در دورهٔ زمانی ۳ هفته پس از آن اقدام به بارداری دوباره می‌کنند. از آنجا که مدت زمان میان از دست دادن فرزند و پذیرش بارداری یک ماده به نسبت کم است، این پرسش پدید می‌آید که آیا یوزهای نر حاضر می‌شوند تا با کشتن فرزندان یک ماده، خود به فرصت جفت‌گیری با ماده مورد نظر دست یابند؟ اگرچه این وضعیت در تعدادی از نخستیان، جوندگان و گوشت‌خوارانی چون شیر وجود دارد، تاکنون نمونهٔ موثقی از این رفتار در یوزها گزارش نشده است.

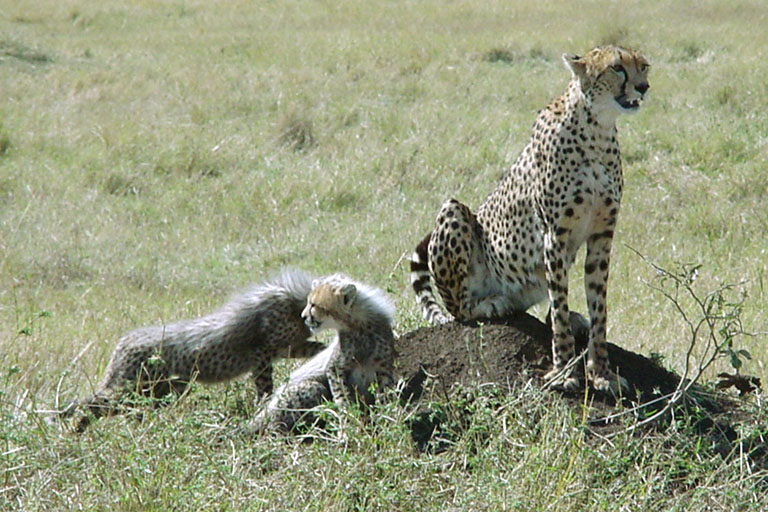
توله‌یوزها تا ۱۸ ماهگی و هنگامی که به صورت تقریبی اندازه مادرشان شوند در کنار او می‌مانند.

مرگ و میر توله‌ها در یوز بسیار بالا است و کمتر از ۱۰ درصد توله‌های به دنیا آمده به سن بالای ۱ سال و نیم می‌رسند. مهم‌ترین دلیل‌های چنین مرگ و میری کشته شدن توسط درندگانی چون شیر، بیماری، رها شدن و کمبود غذا است. در بسیاری موارد، مادر به دلیل آن‌که خود غذایی برای خوردن نداشته و کاهش وزن پیدا می‌کند، توله‌هایش را رها می‌کند. توله‌های رها شده اغلب از گرسنگی یا شکار شدن توسط مهاجمان می‌میرند، اما آن‌هایی که سن بالاتری داشته باشند (بیشتر از ۶ ماه) می‌توانند این فرصت را پیدا کنند که توسط خانوادهٔ دیگری به «فرزندخواندگی» گرفته شوند. در این هنگام، آن‌ها به همراه توله‌های ماده‌ای دیگر به تغذیه از شکار آن ماده می‌پردازند ولی به دلیل سن بالاتر شیری از آن ماده نمی‌نوشند. به دلیل مرگ و میر بالای توله‌ها، در عمل تنها تعداد محدودی مادهٔ باتجربه می‌توانند توله‌هایشان را به سن‌های بالا و استقلال برسانند و دیگر ماده‌ها شاید در طول زندگی خود حتی یک توله را نیز به بلوغ نرسانند. از این رو، یوز در میان دیگر گربه‌سانان از این نظر که بقای گونه وابسته به تعداد بسیار کمی ماده است، استثنایی به‌شمار می‌رود. به مادرانی از این دست، «اَبَرمادر» می‌گویند. در یک بررسی از یوزهای جنوب‌شرقی سرنگتی مشخص شد که کمینه ۱۰ درصد همه یوزهای بالغ آن جمعیت محلی از یک اَبَرمادر به نام «اِلِنور» بوده‌اند.
توله‌ها تا ۳ یا ۴ ماهگی از سوی مادر شیر داده می‌شوند و سپس توسط غذای به دست آمده از شکار تغذیه می‌شوند آن‌ها از ۱۴ تا ۱۶ ماه پس از تولد تحت مراقبت مادر قرار دارند و یوز ماده به جز هنگام شکار لحظه‌ای آن‌ها را تنها نمی‌گذارد. نرها در مراقبت والدینی نوزادان هیچ دخالتی ندارند. بچه‌ها همیشه در حال بازی با یکدیگر بوده و مهارت‌های شکار را با طعمه‌های زنده‌ای که مادر به کنام بازمی‌گرداند فرا می‌گیرند، هر چند این توله‌ها همچنان در شکار طعمه آماتور باقی می‌مانند. یوزهای جوان در سنین بعد از نوجوانی و در هنگام جدا شدن از مادر به مدت شش ماه به جهت ایمن بودن از خطرات احتمالی با هم باقی می‌مانند. اما پس از این دوره خواهرها گروه را ترک کرده اما برادرها به زندگی در کنار هم ادامه می‌دهند.
یوزهای ماده در میان ماه‌های ۲۱ تا ۲۲ زندگیشان به توانایی زایش می‌رسند. تخمینی برای میانگین طول عمر آن‌ها در طبیعت در دست نیست اما یوزهای در اسارت گاه تا بیشتر از ۱۰ سال زندگی می‌کنند. بیشترین عمر یوزپلنگ در اسارت ۱۶ سال بود که کوشکی یوزپلنگ آسیایی این رکورد را از آن خود کرد.

## گستره پراکندگی

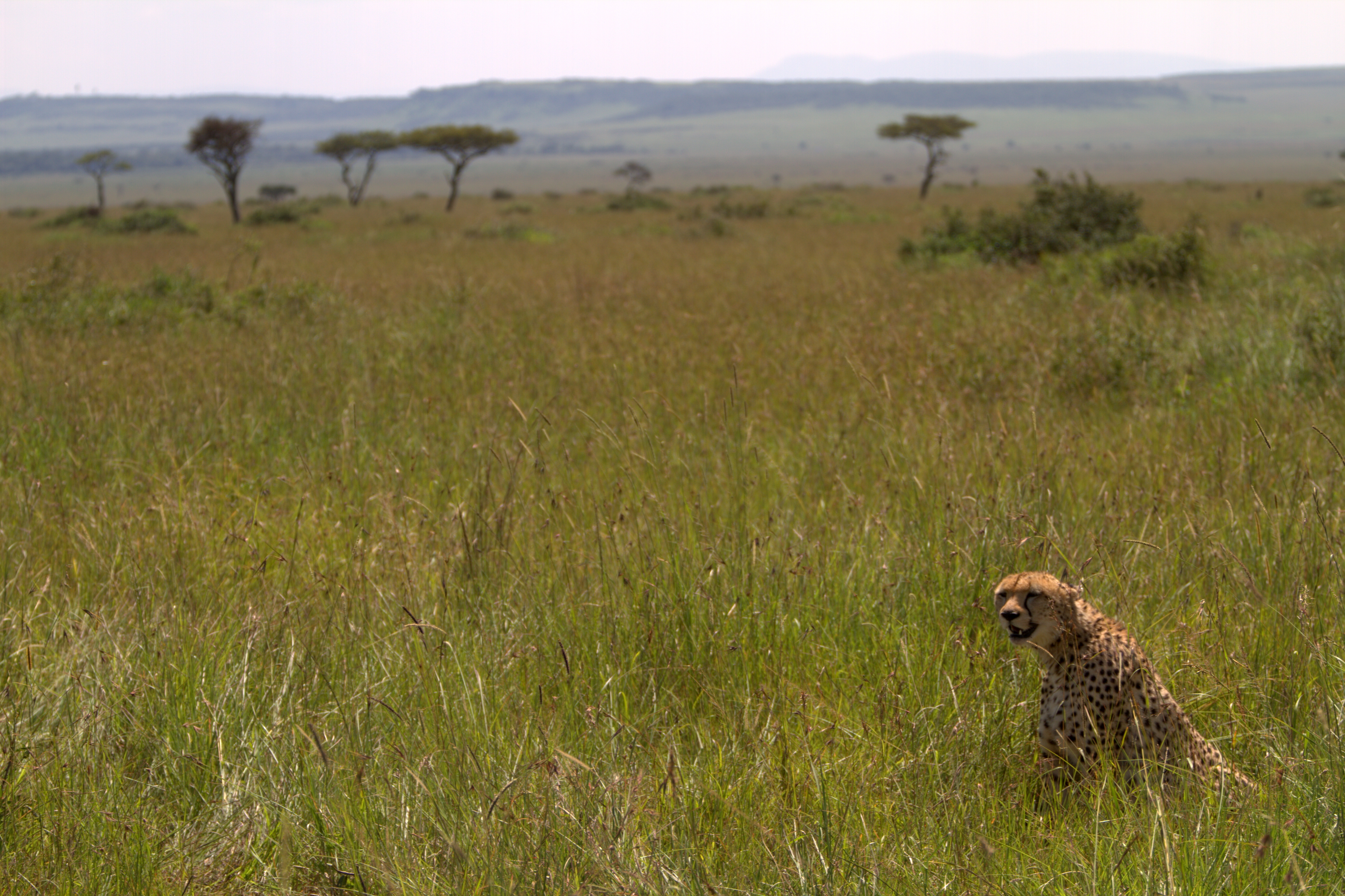
یوزپلنگ‌ها در مناطق وسیع و علفزارها زندگی می‌کنند؛ جایی که می‌توانند در هنگام شکار خود را در میان علفزارها پنهان کنند و تا حد ممکن به طعمه نزدیک شوند.

از لحاظ تاریخی، یوزها در اکثر مناطق آفریقا و بخش‌های گسترده‌ای از آسیا زندگی می‌کردند. در آفریقا، این جانوران از دماغه آگولاس تا دریای مدیترانه یافت می‌شدند. در آسیا نیز، فلسطین، سوریه، بخش‌های شمالی شبه‌جزیره عربستان، عراق، ایران، جنوب ترکمنستان، افغانستان و بلوچستان از جمله زیستگاه‌های یوز به‌شمار می‌رفتند. در گذشته در آسیای جنوب‌شرقی، یوزها را می‌شد در سند، پنجاب، غرب بنگال، مرکز هند، فلات دکن و به گمانی میسور یافت. البته یوزها هیچ‌گاه در شمال گنگ و شرق بنگال دیده نشدند.
به دلیل از میان رفتن زیستگاه طبیعی و انقراض آهسته این جانوران در هند، تا سال ۱۹۲۹ تعداد بسیار کمی از یوزهای وحشی در طبیعت باقی‌مانده بودند، به گونه‌ای که مهاراجههای هندی از آفریقا برای شکارشان یوز وارد می‌کردند. تا سال ۱۹۴۸ دیگر هیچ مورد معتبری از دیده شدن این جانور گزارش نشد تا آنکه هند در سال ۱۹۵۲ یوز را در خاک خود منقرض‌شده اعلام کرد.
در سال ۱۹۵۰، واپسین یوزهای عربستان توسط تعدادی از کارمندان شرکت آرامکو کشته شدند و نسل این جانور برای همیشه در آن منطقه منقرض شد. ۱۹۴۹ نیز واپسین سالی در کویت بود که گزارشی از دیده شدن یوز مخابره می‌شد. دهه ۱۹۶۰ اما به دلیل کشته شدن تعدادی از گله‌های یوزهای ساکن شبه‌جزیره سینا و فعالیت‌های نظامی ارتش مصر در منطقه، ارتباط جغرافیایی گستره یوز آسیایی و آفریقایی برای همیشه قطع شد.
امروزه یوزها در مناطق به نسبت گسترده‌ای از آفریقا یافت می‌شوند. گمان می‌رود که پارک ملی نایروبی بزرگ‌ترین جمعیت یوزهای آفریقا را در خود جای داده باشد. در آفریقای سیاه، مناطق اصلی تجمع آن‌ها در تانزانیا و کنیا است. در جنوب، نامیبیا، بوتسوانا، زیمبابوه و زامبیا نیز جمعیت‌های به نسبت زیادی از این‌گونه دارند. برخلاف آفریقای جنوبی و اتیوپی که جمعیت‌های تندرست و پرشماری از یوز را جای داده‌اند، منطقه ساحل و سودان به‌طور تقریبی همه جمعیت یوز خود را از دست داده‌اند. تعداد اندکی یوز شمال‌غربی نیز در مناطق کوهستانی الجزایر زندگی می‌کنند.
در ایران، گستره‌ای از بمپور در بلوچستان تا طبس، پارک ملی گلستان در خراسان، منطقه حفاظت شده خوش ییلاق، پارک ملی توران و پارک ملی کویر (سمنان)، نفت شاه در باختران، منطقه حفاظت شده موته در اصفهان، تمام مناطق یزد، منطقه بهرام گور فارس، حاجی‌آباد در بندرعباس و پارک ملی خبر روچون و راور در کرمان در سال‌های قبل از زیستگاه‌های یوز آسیایی به‌شمار می‌آمدند. در سال‌های اخیر یوز فقط در مناطق نایبندانِ طبس، بافق، دره انجیر و کالمند در استان یزد، ذخیره‌گاه زیست‌کره توران و پارک ملی کویر در سمنان، میاندشت در خراسان شمالی و بجستان در خراسان رضوی مشاهده شده است. از جمله دیگر مناطق حفاظت‌شده‌ای که به تازگی در آن‌ها یوزپلنگ شناسایی شده می‌توان به منطقه حفاظت شده درونه در شهرستان بردسکن اشاره کرد که در آن با کمک دوربین‌های تله‌ای در خرداد سال ۱۳۹۱ یک قلاده یوز دیده شد.

## آسیب‌شناسی

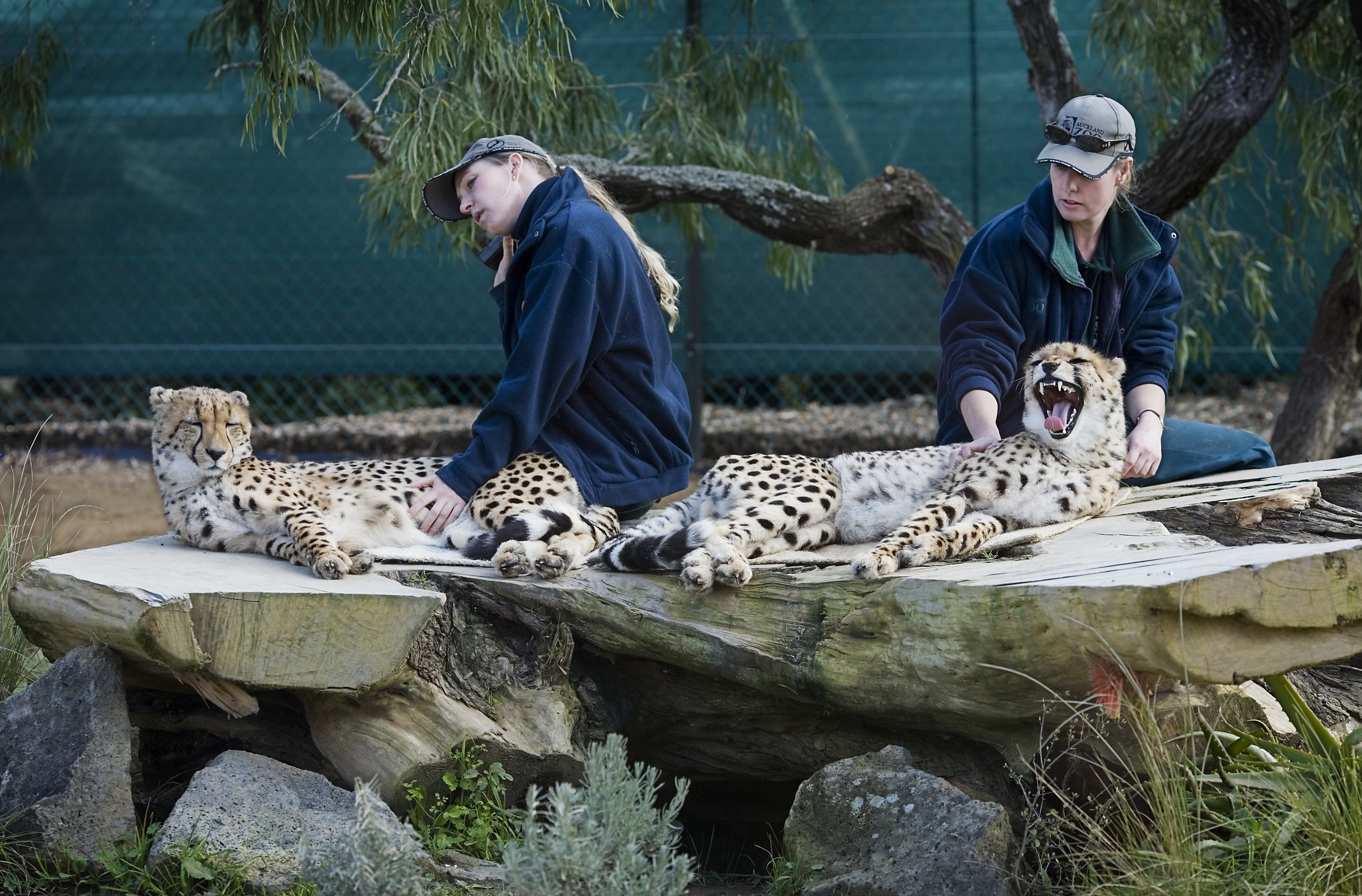
باغ‌وحش‌های بسیاری در جهان برنامه‌هایی برای حفاظت از نسل یوزپلنگ در دست اجرا دارند.

یوزپلنگ‌ها آسیب‌پذیرترین گونه در میان دیگر گربه‌های بزرگ هستند. آن‌ها تا چند صد سال پیش از شبه‌قارهٔ هند تا کرانه‌های دریای سرخ و بیشترِ قارهٔ آفریقا حضور داشتند. اما امروزه زیرگونهٔ آسیایی آن‌ها رو به سوی انقراض دارد و در مقایسه با سال ۱۹۰۰ که نزدیک به ۱۰۰٬۰۰۰ یوز در آفریقا زندگی می‌کردند، امروزه ۹۰ درصد از جمعیت زیرگونهٔ آفریقایی کم شده است. برآورد می‌شود که هم‌اکنون تنها کمتر از ۱۰٬۰۰۰ یوز در سراسر جهان در حیات وحش باقی‌مانده باشند.
سازمان IUCN وضعیت بقای گونهٔ یوز را در حالت آسیب‌پذیر طبقه‌بندی کرده است. این وضعیت تنها یک رتبه با در معرض خطر فاصله دارد که به معنای احتمال انقراض جانور در کوتاه‌مدت است.

### دشمنان طبیعی
در آفریقا شیر و تمساح از جمله دشمنان طبیعی یوز هستند. آن‌ها توله‌های یوز را شکار کرده و می‌خورند. اگرچه مادر در هنگام نزدیک شدن این دو جانور به توله‌هایش تلاش می‌کند که با آن‌ها درافتاده و مانع کشته‌شدن فرزندانش شود، اما در بیشتر موارد – به ویژه در هنگام برخورد با شیرهای نر – این تلاش کاری از پیش نمی‌برد و توله‌ها کشته می‌شوند. در کل، نزدیک ۸۰ درصد همه توله‌های کشته‌شده توسط درندگان به دست شیرها کشته می‌شوند، ۱۲ درصد توسط کفتارهای خالدار و باقی توسط درندگانی چون پلنگ، دیگر یوزها، سگ وحشی آفریقایی و پرندگان شکاری.
در ایران، پلنگ، گرگ، انواع گربه وحشی همانند سیاه‌گوش، شغال، روباه، کفتار راه راه را می‌توان از رقیبان طبیعی یوز برشمرد.

### خطرها از سوی انسان

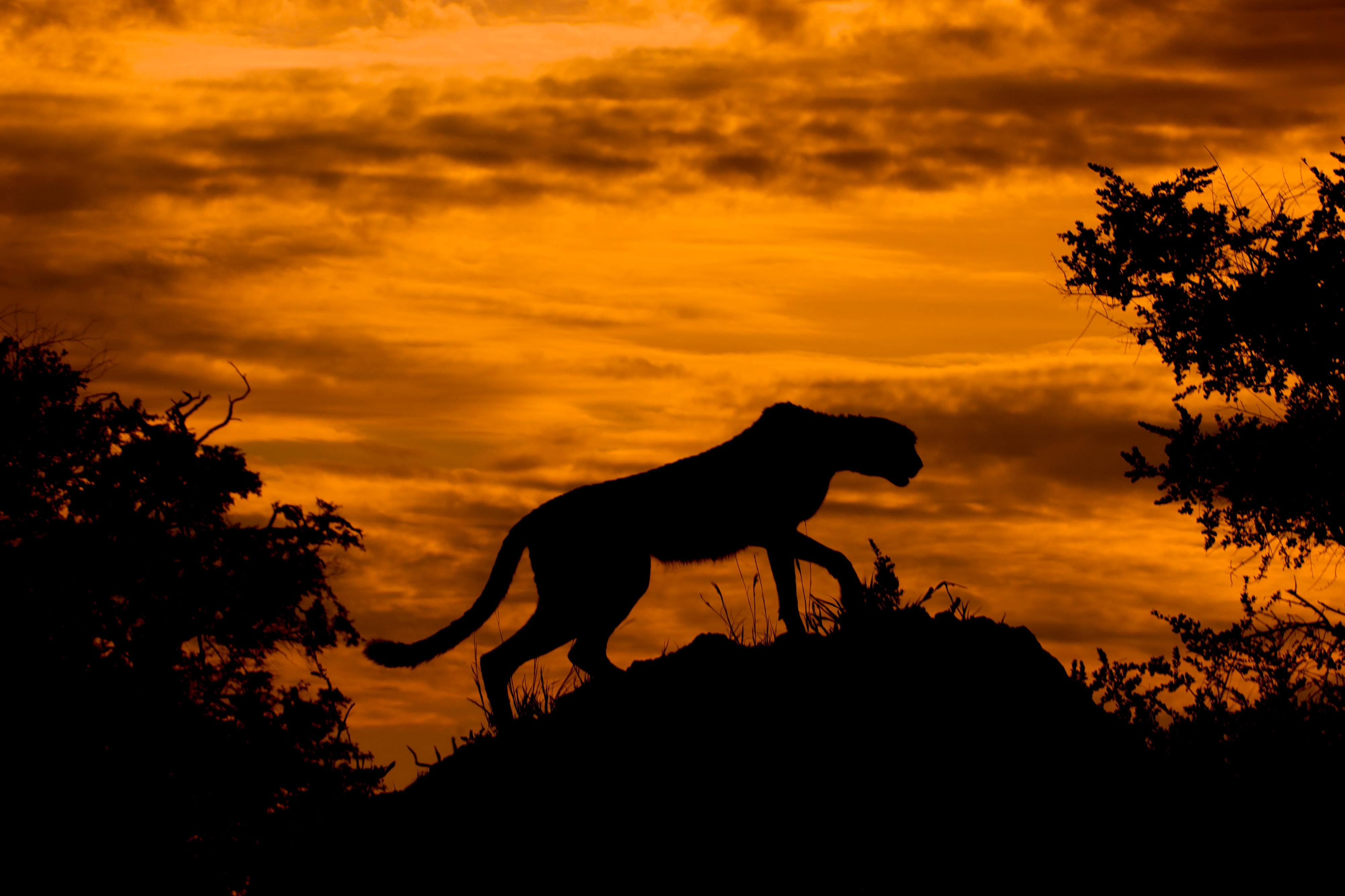
تصویری از یک یوزپلنگ در غروب آفتاب، کشور بوتسوانا

یوزهای درون طبیعت از سوی چندین مورد گوناگون که بشر در آن دخیل است، در معرض تهدید انقراض قرار گرفته‌اند. از جمله این موارد می‌توان به نابودی زیستگاه  اشاره کرد که در اثر افزایش فعالیت‌های انسانی و نیاز به زمین بیشتر برای کشاورزی و صنعت و راه‌کشی است. از سوی دیگر، گله‌های سم‌داران ساکن در این زیست‌گاه‌ها توسط انسان‌ها تهدید می‌شوند و افزایش تفنگ‌های شکاری میان مردم آفریقا باعث کاهش شدید طعمه‌های یوزهای این قاره شده است. نابودی زیستگاه باعث راندن یوزها از یک ناحیه به ناحیهٔ دیگر نمی‌شود بلکه یوزهای ناحیهٔ نابودشده را برای همیشه منقرض می‌کند. برای نمونه، یوزهای فلات ایران به دلیل نابود شدن زیستگاه‌هایشان به آن ناحیه پناه نبرده‌اند بلکه واپسین یوزهایی هستند که از هزاران سال پیش در آن منطقه زندگی می‌کنند. در ایران، بیش از ۴۰ درصد یوزهای کشته‌شده توسط عوامل انسانی به دلیل برخورد با خودروهای عبوری در بزرگراه‌ها و جاده‌ها از پای درآمده‌اند.
شکار بی‌رویه این جانداران برای تفریح و تروفه نیز عامل دیگری در کاهش جمعیت این جانوران بوده است. بنا به گزارش سایتس، میان سال‌های ۱۹۸۵ تا ۱۹۸۹ هر ساله ۸۷ یوز زنده و ۱۰۱ پوست کنده‌شده از شکارچیان غیرقانونی و دلالان جانوران باارزش در آفریقا توقیف می‌شد. این تعداد بسی کمتر از میزان واقعی کشتار یوزها در گوشه و کنار این قاره است، چرا که برای نمونه، کشاورزان در زیمبابوه اجازه دارند تا یوزهای «مزاحم» را بکشند یا شکار تفریحی آن‌ها آزاد است. البته شکار محدود یوزها برای پوستشان روشی است که امروزه در کشورهایی چون نامیبیا اجرا می‌شود تا صاحبان زمین‌های خصوصی وسیع را ترغیب کند تا به نگهداری از یوزها بپردازند.

### کاهش تنوع ژنتیکی
مهم‌ترین عاملی که دانشمندان را نسبت به بقای یوزها نگران کرده است کاهش شدید تنوع ژنتیکی در میان آن‌ها است. درون‌زایی به دلیل ارتباط کمتر دسته‌های یوز جداشده از هم توسط فعالیت‌های انسانی خود عامل مهمی در کم شدن تنوع ژنتیکی در این جانوران بوده است. بررسی‌ها بر روی اسپرم یوزهای نر ساکن آفریقا نشان می‌دهد که ۷۱ درصد اسپرم‌ها از دید ریخت‌شناسانه غیرعادی بوده‌اند و توانایی بارورسازی نداشتند. تنها ۱ درصد ژن‌های یک یوز با یوز دیگر فرق دارند، این در حالی است که این میزان برای دیگر گربه‌ها ۲۱ و برای انسان‌ها ۳۲ درصد است.
البته بررسی‌ها نشان داده‌اند که کم بودن تنوع ژنتیکی در یوزها حتی پیش از شکار شدنشان توسط انسان‌ها یا فعالیت‌های گسترده انسانی پدید آمده است. از این لحاظ، یوزها در میان همهٔ مهره‌داران از جمله موارد استثنایی به‌شمار می‌روند که چنین سرنوشتی حتی بدون دخالت انسان درشان شکل گرفته است. به باور دانشمندان، یک گلوگاه جمعیت عظیم یا در حالت دیگر چندین گلوگاه جمعیت کوچک‌تر در پایان دوره پلیستوسن در ۱۰٬۰۰۰ سال پیش برای این جانوران رخ داده است. بررسی‌ها بر روی دی‌ان‌ای میتوکندریایی این جانوران نشان می‌دهد که چنین اتفاقی میان ۶٬۰۰۰ تا ۱۰٬۰۰۰ سال پیش رخ داده و سبب هم‌مانندگی شدید در این‌گونه شده است.
کاهش تنوع ژنتیکی در یوزها دو اثر مهم بر آن‌ها گذاشته است: نخست بالا رفتن مرگ و میر توله‌ها و دوم افزایش حساسیت به بیماری‌های عفونی. تاکنون، میزان مرگ و میر توله‌های یوز در اسارت بیشتر از هر گونهٔ نادر و در معرض خطر دیگری بوده است. از این رو، با وجود قدرت تکثیر بالای یوزها در طبیعت، تکثیر در اسارت این جانوران در جهت تکثیر آن‌ها در بعضی نقاط مانند آمریکای شمالی نتیجهٔ چندان مثبتی نداشته است.

## اقدامات حفاظتی

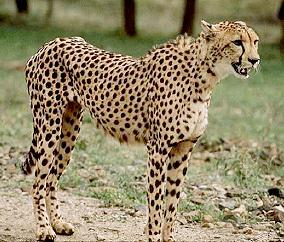
کنشگران و مقامات ایرانی تلاش‌هایی برای نجات نسل واپسین یوزهای آسیایی موجود ترتیب داده‌اند.

با کاهش شدید جمعیت یوزها در آفریقا و انقراض آن‌ها در بیشتر بخش‌های آسیا تا پایان سده بیستم میلادی، تعدادی از باغ‌وحش‌ها و مراکز پژوهشی در سراسر جهان اقدام به توله‌آوری از این جانوران در اسارت کردند. از آنجا که یوزها در اسارت اقدام به آمیزش و توله‌آوری نمی‌کنند، این مراکز با روش لقاح مصنوعی اقدام به بارور کردن یوزهای ماده می‌کنند. در این روش، نخست با برانگیختن جنسی ماده توسط نرها، او را متمایل به وارد شدن به دوره پذیرش می‌کنند و سپس لقاح مصنوعی انجام می‌شود. با کمک این روش تاکنون تعدادی توله‌یوز در آفریقا و آمریکای شمالی به دنیا آورده شده‌اند. این یوزها پس از مدتی به طبیعت وحشی معرفی شده و در مناطق حفاظت‌شده آفریقا رها می‌شوند. نتیجهٔ این روش البته در مواردی بسیار موفقیت‌آمیز بوده است؛ برای نمونه در یک مورد، ۶ یوز آزاد شده در سال ۱۹۸۴ در منطقهٔ حفاظت‌شده پارک ملی پیلانزبرگ در آفریقای جنوبی در طی ۱ سال از هنگام رها شدن، جمعیتشان به ۱۷ عدد رسید. نبود جمعیت‌های محلی شیر و کفتارهای خالدار در این افزایش شدید جمعیت تأثیر داشته‌اند.
با آنکه امروزه امکان توله‌آوری یوزها در اسارت وجود دارد، هنوز هم مشکلاتی همچون بالا بودن میزان مرگ و میر در توله‌ها و پایین بودن تعداد موسسات انجام‌دهنده فرایندهای مصنوعی توله‌آوری از مشکلات پیش رو در افزایش جمعیت این جانوران هستند. با این حال به نظر می‌رسد که معرفی دوبارهٔ یوزهای به دنیا آمده در اسارت به طبیعت محدود در صورت برآورده شدن نیازهای یوز و نبود دشمنانی چون شیر، می‌تواند بسیار موفقیت‌آمیز باشد. دربارهٔ طبیعت نامحدود (حصارکشی نشده) اما یوزهای معرفی‌شده کمترین شانس بقا ندارند و نمی‌توانند در برابر شیر و کفتار مقاومت کنند. از این رو، توله‌یوزهایی که از دست قاچاقچیان رهایی می‌یابند تا همیشه در مراکز نگهداری یوزها می‌مانند و نمی‌توانند به حیات وحش بازگردانده شوند.
در بعضی کشورهای آفریقایی اما اقداماتی برای پاسداری از نسل این جانور آغاز به انجام گرفته است. طبیعت‌شناسان در قاره سیاه به کشاورزان و گله‌داران کمک می‌کنند تا به جای به‌کارگیری تفنگ برای راندن یوزها، از سگ و الاغ (برای تولید صدا) بهره بگیرند. روش دیگر این است که گله‌دار به جای کشتن یوز و توله‌هایش، آن‌ها را زنده بگیرد و تحویل مقامات دهد. در نامیبیا، مسوولان این یوزها را به دیگر مناطق حفاظت‌شده در آفریقا می‌فرستند. پیش از آزاد کردن یوز، در صورتی که نر و قوی‌هیکل و تندرست باشد اسپرمش گرفته می‌شود تا به ایالات متحده آمریکا فرستاده شده و در برنامه‌های پژوهشی به کار رود.

### در ایران

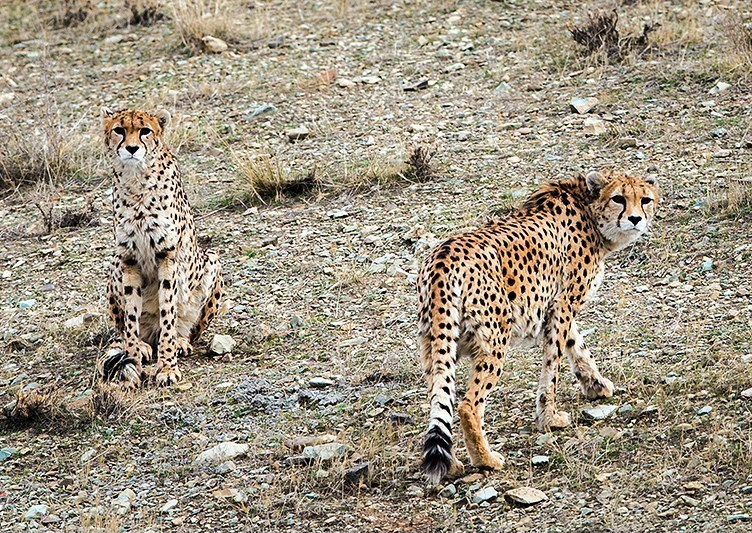
کوشکی (راست) و دلبر (چپ) دو یوزپلنگ آسیایی در ایران که در شرایط نیمه اسارت نگه‌داری می‌شوند.

تعداد بسیار کمی از یوزهای آسیایی امروزه در فلات مرکزی ایران و کوهستان‌های اطرافش زندگی می‌کنند. آن‌ها واپسین بازماندگان نسل یوزپلنگ آسیایی هستند و سازمان حفاظت محیط زیست ایران برای پاسداری از آن‌ها پروژه‌ای به نام «پروژه حفاظت از یوزپلنگ آسیایی» را در سال ۲۰۰۱ میلادی راه‌اندازی کرد. در این راستا، نزدیک به ۸۰ دوربین عکس‌برداری حساس به حرکت در گوشه و کنار دشت کویر کارگذاشته شده‌اند تا به نظارت بر یوزها و جمعیتشان بپردازند. به گفته هومن جوکار، زیست‌شناس حیات وحش ایرانی، این یوزها امروزه بسیار کم‌تعداد و کمیاب شده‌اند و
در این کوهستان‌ها، شکاربانانی حضور دارند که سال‌ها به خدمت مشغول بوده‌اند، اما حتی یک بار یوز زنده‌ای به چشم خود ندیده‌اند.
توجه ویژه به یوزپلنگ ایرانی از آنجا آغاز شد که در شهریورماه سال ۱۳۷۳ خورشیدی، ماده یوزی به همراه سه تولهٔ تشنهٔ خود برای نوشیدن آب وارد باغ‌های اطراف شهر بافق شد. تعدادی افراد غیرمحلی (بنا به گفتهٔ محلی‌ها مأموران شهربانی قدیم) با چوب به مادر و توله‌هایش حمله کردند، مادر موفق شد از این مهلکه جان سالم به در ببرد، اما توله‌ها اسیر دست انسان‌ها شدند. دو توله زیر ضربات چوب جان خود را از دست دادند و توله دیگر زخمی و ضرب خورده با کمک مردم با تماس با حفاظت محیط زیست بافق و مأموران حفاظت از محیط زیست آن شهرستان نجات یافت. این توله که بعدها ماریتا نام گرفت به پارک پردیسان تهران منتقل شد و بعد از ۹ سال اسارت، در سال ۸۲ به دلیل عفونت ریوی جان باخت. علاقه‌مندان به یوز آسیایی روز نهم شهریور (سالروز نجات ماریتا) را روز «حفاظت از یوزپلنگ ایرانی» نامیدند و در مراسمی یک روزه یوز آسیایی را به عنوان نماد و میراث طبیعی ایرانیان معرفی کردند.
به دلیل یکتا بودن الگوی رنگ‌آمیزی بدن یوزها، عکس‌های گرفته‌شده از این جانوران به دانشمندان ایرانی کمک می‌کند که آن‌ها را تک تک شناسایی کنند. از روی تنها ۱۹۲ عکس گرفته‌شده از یوزها در فاصله ده ساله از آغاز پروژه، تنها ۷۶ یوز شناسایی شده‌اند. به گفته لوک هانتر، رئیس بنیاد پَنتِرا که به ایران در حفاظت از این جانور کمیاب یاری می‌رساند، یوزهای ایران بر «لبهٔ تیغ» قرار دارند. به گفته او، عکس‌های گرفته‌شده از یوزهای ایرانی جانورانی لاغر و نحیف را به تصویر می‌کشند که بی‌گمان تعدادی از آن‌ها تاکنون مرده‌اند. چنین مسئله‌ای یافتن تعداد دقیق یوزهای ایرانی را با مشکل روبرو کرده است و هنوز شمار یوزهای ساکن در ایران مشخص نیست.
در واپسین روزهای سال ۱۳۹۱ خورشیدی، نخستین پایش جمعیت یوز آسیایی داده‌های خود را منتشر کرد و مشخص شد که از بیش از ۲۰۰ عکس گرفته شده از یوز در ایران، تنها ۲۰ یوز منحصر شناسایی می‌شدند. چنین چیزی نشان از جمعیتی بسیار کوچک و شکننده دارد که انقراض این زیرگونه از یوز در ایران را بسیار محتمل می‌کند.
از علل اصلی کشته شدن یوزها تصادف با اتومبیل یا شکار توسط انسان است. از جمله در سال‌های اخیر یازده مورد به علت تصادف با خودروهای عبوری و سیزده مورد توسط شکارچیان کشته شده‌اند. احداث معدن و جاده بافق باعث تخریب زیستگاه‌های یوز شده است که از درون منطقه حفاظت شده بافق می‌گذرد. علت تصادفات زیاد یوزها آن است، که آن‌ها از منطقه‌ای به منطقه دیگر مهاجرت می‌کنند و در سر راه از جاده‌ها می‌گذرند و اگر یک یوز تصادف کند، دیگر یوزها گرد وی جمع می‌شوند. برای جلوگیری از تصادف، برنامه‌ای در دست است تا دور جاده‌ها حصار کشیده شود و زیرگذرهایی برای عبور یوزها احداث گردد. البته یک خطر دیگر دام‌هایی هستند که در مناطق حفاظت شده حضور دارند و سگ‌های گله یوز را تهدید می‌کنند.
در سال ۱۳۹۵ گزارش‌ها و تخمین‌های متفاوتی از جمعیت یوزهای موجود در حیات وحش ایران ارائه شده است. مرتضی اسلامی دهکردی، مدیر عامل انجمن یوز ایرانی، می‌گوید «تا کنون دو یوز ماده شناخت شده‌اند و اگر با این روند جلو برویم در انتهای دهه ۹۰ یوزهای ایرانی منقرض می‌شوند.» البته راهی برای ارائه آمار دقیق از تعداد یوزها وجود ندارد. طبق این گزارش، در سال ۹۲ از ۲۰ قلاده یوز تصویربرداری شده، ۷ مورد آن ماده، معادل ۳۵ درصد جمعیت، ماده بوده است. در سال‌های ۹۳ و ۹۴ تنها ۴ یوز ماده در میان ۲۳ یوز تصویربرداری شده، ثبت شده است، که دو موردش تلف شده است. به گفته وی، از سال ۹۳ به بعد یوز ماده تنها در زیستگاه‌های شمالی، در توران و میاندشت، تصویربرداری شده و در زیستگاه‌های جنوبی، در استان یزد، هیچ یوز ماده‌ای رؤیت نشده است. البته یک علت این مشکل آن است که محل نصب دوربین‌ها بر اساس ردی که نرها برجا می‌گذارند تعیین می‌شود و ماده‌ها کمتر در برابر دوربین‌ها ظاهر می‌شوند. از سوی دیگر هومن جوکار، مدیر ملی پروژه حفاظت از یوزپلنگ آسیایی، گزارش می‌دهد که ۵۰ تا ۷۰ قلاده یوز آسیایی در حیات وحش ایران ثبت شده است که ده درصد آن در آریز بافق زندگی می‌کند. جوکار می‌گوید یوزها در هفت استان کشور شامل سمنان، یزد، کرمان، اصفهان، خراسان جنوبی، خراسان شمالی و خراسان رضوی زیست می‌کنند که فقط در مناطق حفاظت شده قابل سرشماری و ثبت می‌باشند، اما درمناطق آزاد کشور آمار دقیقی وجود ندارد.
به گفته‌گری لوئیس، نماینده سازمان ملل متحد در ایران، طی حدود چهارده سال همکاری آن سازمان با کشور ایران در مورد پروژه حمایت از یوزپلنگ ایرانی در دو فاز کمک‌های مالی سازمان ملل برای کمک به پروژه حفظ یوز ایرانی پرداخت شده است. به گفته وی، در حال حاضر روند انقراض یوزپلنگ ایرانی متوقف شده و اوضاع بهتری نسبت به گذشته دارد.

## رابطه با انسان

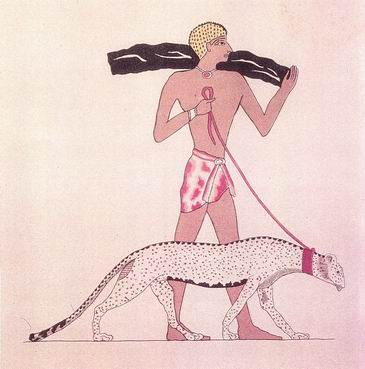
یوزی تربیت‌شده به عنوان هدیه برای شاه تبس برده می‌شود. تصویر بازسازی‌شده مربوط به ۱۷۰۰ پیش از میلاد.

یوز به دلیل سرعت بسیار بالایش درگرفتن طعمه از دیرباز توسط انسان‌ها اهلی و نگهداری می‌شد. کهن‌ترین نشانه‌های اهلی‌سازی این جانور به هزاره سوم پیش از میلاد در میان‌رودان بر می‌گردد. مُهری از این دوران، یوزی را در کنار انسانی به تصویر می‌کشد در حالی که قلاده‌ای بر گردن و پوشینه‌ای بر سر دارد. در آرامگاه‌ها و نیایشگاه‌های مصری نمونه‌های بی‌نظیری از تصاویر این جانوران دیده می‌شود. با آنکه بهره‌گیری از یوزها در مصر به دودمان سوم بازمی‌گردد، بسیاری از نقاشی‌های دودمان‌های هجدهم و نوزدهم آن‌ها را آنگونه به تصویر می‌کشند که گویی از دیدگاه علاقهٔ مردمان بهشان رقیبانی برای سگها در شکار بودند. مردمان مینوسی این جانوران را از مصر به سرزمین کرت وارد می‌کردند.
در زمان‌های بسیار آغازین مصر سفلی، خدای مافدت به شکل یوزی بود که مورد پرستش قرار می‌گرفت و نمادی از پادشاهی به‌شمار می‌آمد. در دوره فرعونها نیز یوزهای تربیت‌شده همراهان نزدیک پادشاهان بودند و به صورت نمادین از تاج و تخت دفاع می‌کردند. تعداد بی‌شماری تندیس و تصویر از یوزها در آرامگاه‌های مصری، از جمله آرامگاه توت‌انخ‌آمون، یافت شده‌اند. در دید مصریان باستان، یوز می‌توانست روح شاه درگذشته را به سرعت به جهان پس از مرگ برساند.

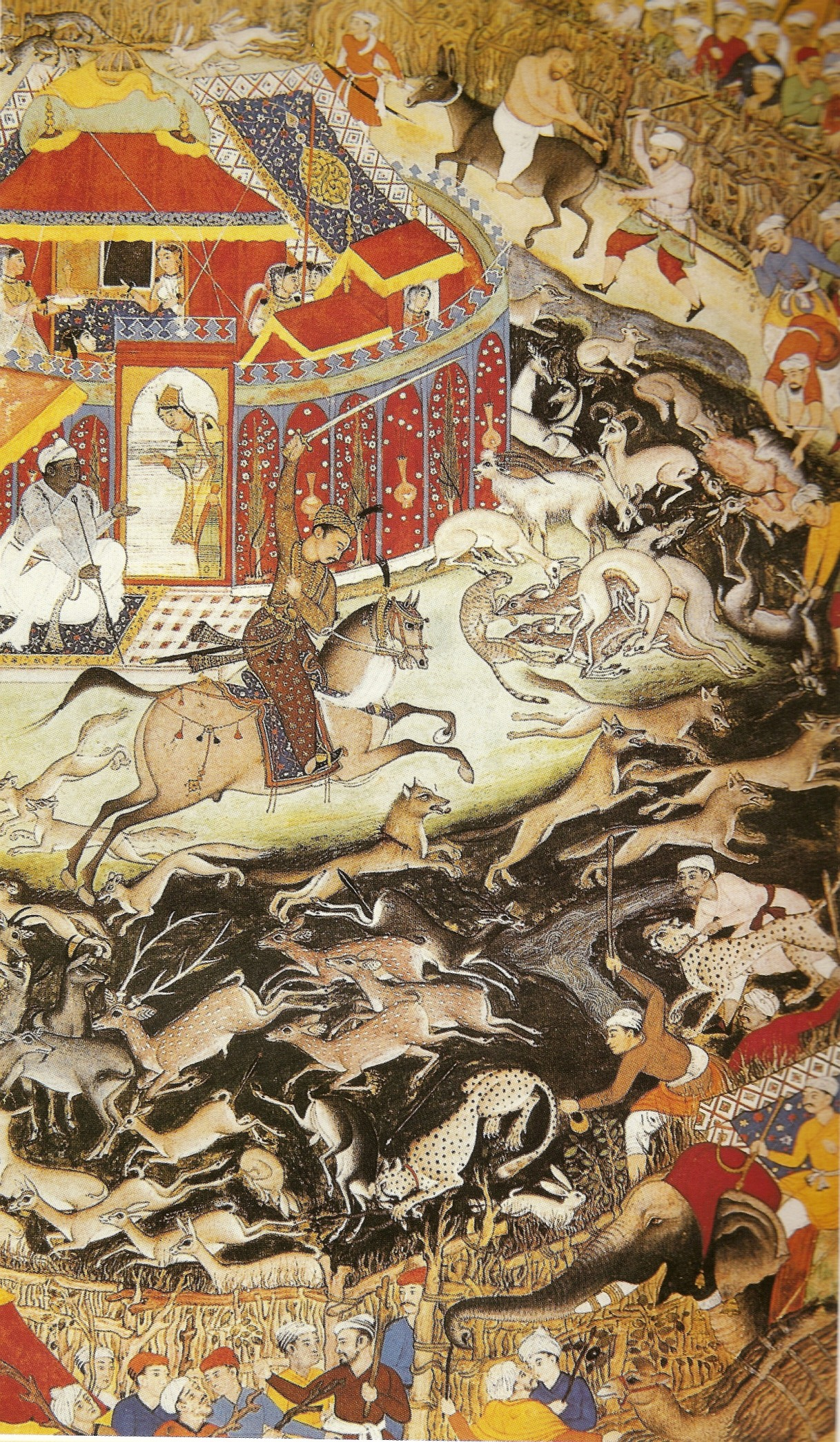
شکارگاه اکبر شاه در هند ۱۶۰۲ گفته می‌شد وی در یک زمان ۱۰۰۰ یوز داشته که از آن‌ها برای شکار استفاده می‌کرده

یوزها به سادگی توسط انسان تربیت می‌شوند و به آن درگرفتن شکار کمک می‌کنند. آن‌ها هیچ خطری برای انسان ندارند و تاکنون هیچ نمونه‌ای از حملهٔ این جانوران به انسان گزارش نشده است. این جانوران حتی در صورت گرفته شدن توسط انسان‌ها مقاومت اندکی از خود نشان می‌دهند. آن‌ها در اسارت اقدام به جفت‌گیری نمی‌کنند. در خاطرات جهانگیر، پسر اکبر بزرگ، امپراتور گورکانی آمده است که اکبر تعداد زیادی یوز داشت که هیچ‌کدام از نرها با ماده‌ها نمی‌آمیختند. از میان هزاران یوز اکبر، تنها یک نر با ماده‌ای آمیخت و «این بسیار عجیب بود». اکبر آنچنان مشتاق دیدن آمیختن دو یوز با هم بود که تعدادی از آن‌ها را رها در قصر آزاد گذاشته بود «اما دریغ از رسیدن به آرزویش.» دربارهٔ علاقهٔ اکبر به یوزها در تاریخ آمده است که او ۳۰۰۰ یوز برای شکار پرورش داده بود. یوزها در حالی که چشم‌بند به چشم داشتند در جلوی شاه به محوطه‌ای پر از آهو برده می‌شدند و پس از بازکردن چشم‌بندشان، به سرعت به سوی طعمه می‌دویده، آن را شکار می‌کردند.
علاقهٔ اکبر به یوزها به دلیل سرعت بالایشان درگرفتن شکار در میان دیگر شاهان و فرمانروایان نیز وجود داشت. فرمانروایانی چون چنگیزخان مغول و شارلمانی نیز تعداد زیادی یوز نگه می‌داشتند. آن‌ها جانور را در جلوی تعدادی آهو آزاد می‌کردند و یوز پس از برداشته شدن چشم‌بندش به سرعت اقدام به دنبال کردن آهو و شکارش می‌کرد.

## جستارهای بیشتر
- یوزپلنگ آسیایی

## یادداشت
1. ↑  citrakāyaḥ
2. ↑  cītā
3. ↑  نزدیک ۱۶ درصد تلاش‌های شکار مادرانی که بچه‌هایشان را به همراه دارند به همین دلیل به شکست منجر می‌شود.
4. ↑  دیگر گربه‌های بزرگ به صورت تقریبی در هر سه تلاش، در تنها یکی پیروز می‌شوند.
5. ↑  در زیست‌شناسی جمعیت، گلوگاه جمعیت (به انگلیسی:Bottleneck) عبارت است از دوره‌ای زمانی که در آن جمعیت یک گونه آنچنان کاهش می‌یابد که در عمل تنوع ژنتیکی محدود می‌شود. در این هنگام یا جمعیت توان بازیابی خود را به دست می‌آورد و به بقا ادامه می‌دهد یا منقرض می‌شود.
6. ↑  Panthera